# Persone di nome Morris
| Questa pagina contiene informazioni ricavate automaticamente dalle voci biografiche con l'ausilio del template Bio e di un bot. L'aggiornamento è periodico e automatico e ricostruisce completamente la pagina. Se manca una persona in questa lista, sei pregato di non aggiungerla, ma accertati piuttosto che la sua voce biografica contenga il template Bio e che i dati anagrafici siano correttamente compilati. Se il template Bio manca, inseriscilo tu stesso o, in alternativa, metti l'avviso {{tmp\|Bio}} che ne segnala la mancanza. Se i dati riportati sono sbagliati, correggi direttamente la voce biografica; le modifiche saranno visibili in questa lista entro pochi giorni. Per chiarimenti vedi il progetto antroponimi. La lista contiene solo le 54 persone che sono citate nell'enciclopedia e per le quali è stato implementato correttamente il template Bio. Pagina aggiornata al 22 lug 2025. |

Questa è una lista di persone presenti nell'enciclopedia che hanno il nome Morris, suddivise per attività principale.

## Allenatori di pallacanestro(1)
- Morris McHone, allenatore di pallacanestro e dirigente sportivo statunitense (Marion, n. 1943)

## Attori(3)
- Morris Ankrum, attore statunitense (Danville, n. 1897 - Pasadena, † 1964)
- Morris Carnovsky, attore statunitense (Saint Louis, n. 1897 - Easton, † 1992)
- Morris Chestnut, attore statunitense (Cerritos, n. 1969)

## Avvocati(2)
- Morris Hillquit, avvocato e politico statunitense (Riga, n. 1869 - New York, † 1933)
- Morris Dees, avvocato e attivista statunitense (Shorter, n. 1936)

## Calciatori(3)
- Morris Bates, calciatore inglese (Nottingham, n. 1864 - Londra, † 1905)
- Morris Manolo Ripa, ex calciatore italiano (Pontecorvo, n. 1973)
- Morris Schröter, calciatore tedesco (Wolfen, n. 1995)

## Cantautori(1)
- Mac Davis, cantautore statunitense (Lubbock, n. 1942 - Nashville, † 2020)

## Cestisti(9)
- Morris Almond, ex cestista statunitense (Dalton, n. 1985)
- Moe Becker, cestista e allenatore di pallacanestro statunitense (Pittsburgh, n. 1917 - Peoria, † 1996)
- Bucky Buckwalter, ex cestista, allenatore di pallacanestro e dirigente sportivo statunitense (n. 1933)
- Sharaud Curry, cestista statunitense (Gainesville, n. 1987)
- Morris Finley, ex cestista statunitense (Opelika, n. 1981)
- Mally Johnson, cestista statunitense (Marshall, n. 1908 - San Leandro, † 1969)
- Morris Peterson, ex cestista statunitense (Flint, n. 1977)
- Tubby Raskin, cestista e allenatore di pallacanestro statunitense (Bronx, n. 1902 - Tucson, † 1981)
- Morris Udeze, cestista statunitense (Richmond, n. 1999)

## Chimici(2)
- Morris Kharasch, chimico ucraino (Kremenetz, n. 1895 - Copenaghen, † 1957)
- Morris Travers, chimico britannico (Londra, n. 1872 - Stroud, † 1961)

## Ciclisti su strada(1)
- Morris Possoni, ex ciclista su strada italiano (Ponte San Pietro, n. 1984)

## Compositori(1)
- Morris Stoloff, compositore statunitense (Filadelfia, n. 1898 - Los Angeles, † 1980)

## Drammaturghi(1)
- Morrie Ryskind, drammaturgo, paroliere e sceneggiatore statunitense (New York, n. 1895 - Washington, † 1985)

## Filosofi(1)
- Morris Raphael Cohen, filosofo e insegnante statunitense (Minsk, n. 1880 - † 1947)

## Fotografi(2)
- Morris Engel, fotografo e regista statunitense (New York, n. 1918 - New York, † 2005)
- Morris Warman, fotografo statunitense (Polonia, n. 1918 - New York, † 2010)

## Giocatori di baseball(1)
- Moe Berg, giocatore di baseball e agente segreto statunitense (New York, n. 1902 - Belleville, † 1972)

## Giocatori di football americano(4)
- Red Badgro, giocatore di football americano statunitense (Kent, n. 1902 - † 1998)
- Morris Claiborne, giocatore di football americano statunitense (Shreveport, n. 1990)
- Mo Lewis, ex giocatore di football americano statunitense (Atlanta, n. 1969)
- Morris Towns, ex giocatore di football americano statunitense (St. Louis, n. 1954)

## Giuristi(1)
- Morris Lorenzo Ghezzi, giurista, sociologo e filosofo italiano (Milano, n. 1951 - Milano, † 2017)

## Hockeisti su ghiaccio(1)
- Morris Trachsler, hockeista su ghiaccio svizzero (Zurigo, n. 1984)

## Imprenditori(1)
- Morris Chang, imprenditore taiwanese (Ningbo, n. 1931)

## Linguisti(1)
- Morris Swadesh, linguista statunitense (Holyoke, n. 1909 - Città del Messico, † 1967)

## Maratoneti(1)
- Morris Munene, maratoneta e mezzofondista keniota (n. 1994)

## Matematici(1)
- Morris Kline, matematico statunitense (Brooklyn, n. 1908 - Brooklyn, † 1992)

## Medici(2)
- Morris Fishbein, medico e editore statunitense (Saint Louis, n. 1889 - Chicago, † 1976)
- Morris Simmonds, medico tedesco (Saint Thomas, n. 1855 - Amburgo, † 1925)

## Militari(1)
- Morris R. Jeppson, militare statunitense (Carson City, n. 1922 - Las Vegas, † 2010)

## Musicisti(2)
- Mixmaster Morris, musicista e disc jockey inglese (Brighton, n. 1965)
- Morris Day, musicista, compositore e attore statunitense (Minneapolis, n. 1957)

## Pittori(1)
- Morris Louis, pittore statunitense (Baltimora, n. 1912 - Washington, † 1962)

## Politici(2)
- Mo Brooks, politico statunitense (Charleston, n. 1954)
- Mo Udall, politico e cestista statunitense (St. Johns, n. 1922 - Washington, † 1998)

## Rabbini(1)
- Morris Jacob Raphall, rabbino e ebraista britannico (Stoccolma, n. 1798 - New York, † 1868)

## Scrittori(2)
- Morris Jessup, scrittore statunitense (Rockville, n. 1900 - Contea di Miami-Dade, † 1959)
- Morris West, scrittore australiano (Melbourne, n. 1916 - Sydney, † 1999)

## Storici(1)
- Keith Hopkins, storico e sociologo britannico (n. 1934 - † 2004)

## Tennisti(1)
- Morris Strode, tennista statunitense (El Cajon, n. 1960 - † 2021)

## Tipografi(1)
- Morris Fuller Benton, tipografo statunitense (Milwaukee, n. 1872 - Morristown, † 1948)

## Tiratori a segno(1)
- Morris Fisher, tiratore a segno statunitense (Youngstown, n. 1890 - Honolulu, † 1968)

## Velocisti(1)
- Morris Kirksey, velocista e rugbista a 15 statunitense (Waxahachie, n. 1895 - San Mateo, † 1981)